# عسوسيات
العَسّوسِيَّات (الاسم العلمي: Issidae)، فصيلة حشرات من رتبة نصفيات الأجنحة التي وصفت من قبل سبينولا عام 1839. توجد أنواعها في جميع أنحاء نصف الكرة الشمالي.